# Fort de Malonne
Fort de Malonne – mały, trapezoidalny fort pancerny, projektu gen. Brialmonta, będący częścią pierścienia fortów twierdzy Namur (fr. Region Fortifiee de Namur).
Fort położony na wzgórzu o wys. 195 m n.p.m., 4,7 km od centrum, broniący doliny Sambry, linii kolejowej do Charleroi i drogi do Châtelet wraz z odległym o 5,95 km fortem d’Andoy, a z oddalonym o 4 km fortem de Saint-Héribert chronił Rue St Gerard i drogę do Mauberge.
Fort o narysie trapezoidalnym, dostosowanym do rzeźby terenu, o prostych bokach o różnej długości, prostej linii koszar szyjowych; jedno takie działo broniło bezpośrednio bramy fortu. Fosa, o stoku spłaszczonym i stromej, murowanej przeciwskarpie, broniona przez trzy kaponiery rewersowe (czyli umieszczone w przeciwskarpie) każdą uzbrojoną w 4 armaty kal. 57 mm. Do obrony bliskiej służyły ponadto 4 armaty tego samego kalibru, umieszczone w obrotowych, wysuwanych wieżach pancernych na masywnym bloku centralnego schronu; na bloku zamontowany był też silny reflektor w wysuwanej, pancernej kopule.

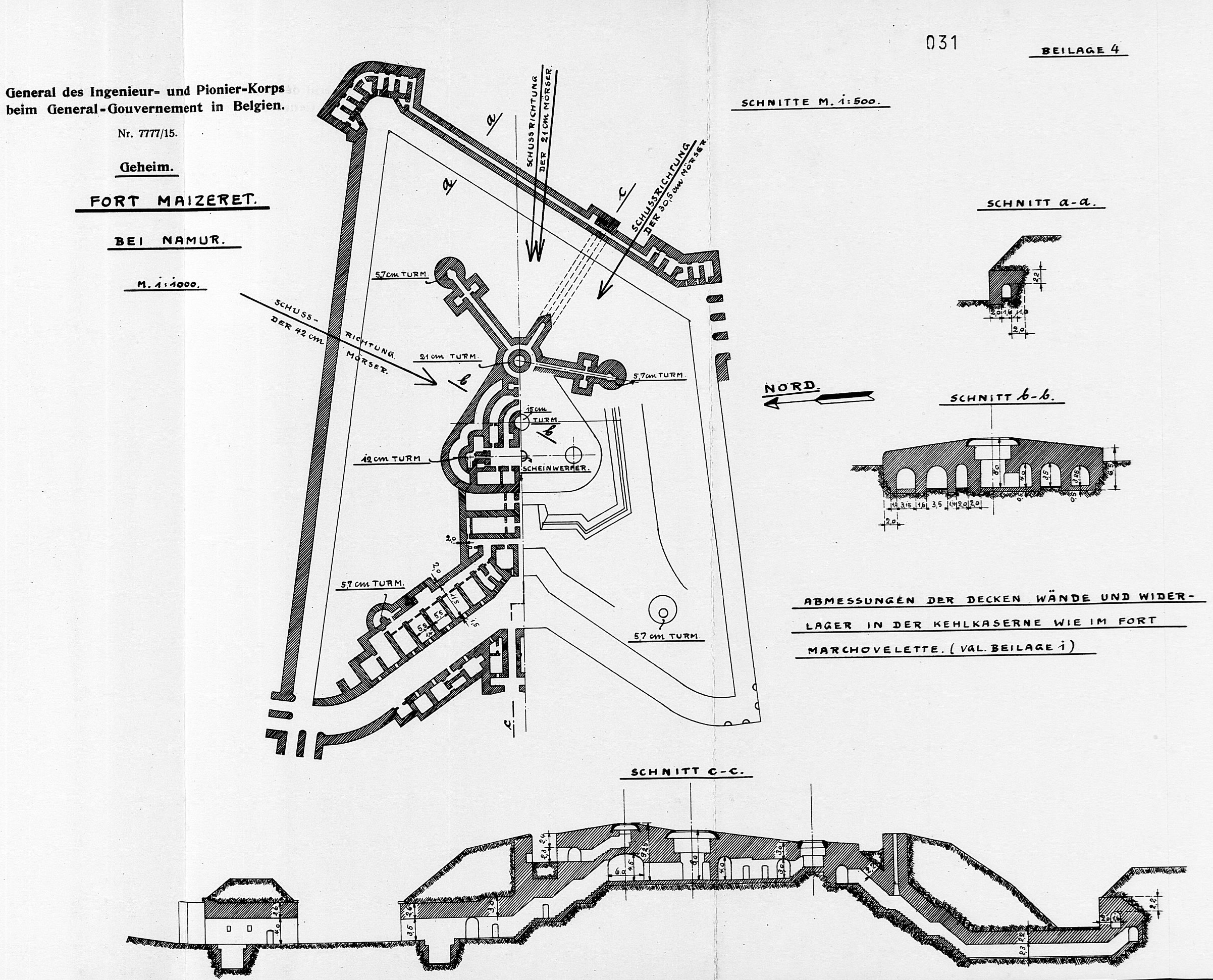
Mały, pancerny fort Brialmonta. Fort de Malonne różnił się tylko prostą linią koszar szyjowych. Oznaczenia „5,7 cm Turm”, „12 cm Turm” oznaczają wieże pancerne z działem odpowiednio 57 mm, 120 mm itp.

Na dachu schronu centralnego znajdowały się także cztery kopuł dział obrony dalekiej: w centralnej części jedna wieża z parą armat 150 mm, w tylnej części dwie wieże z pojedynczą armatą 120 mm, do prowadzenia ognia bezpośredniego. Z przodu bloku znajdowała kopuła haubicy 210 mm, do ognia pośredniego. Działa 150 mm M.1886 produkcji Kruppa, o długości lufy 3,8m i kącie podniesienia luf od -2° do +25°, miały zasięg 8,5 km. Wieża o średnicy 4,8m miała masę 224 ton i 25-osobową załogę (wraz z żołnierzami dostarczającymi amunicję z magazynów itp.). Wieża dział 120 mm miała taką samą średnicę i załogę, ale była lżejsza (188 ton). Armaty M. 1889, o długości lufy 3 i kącie podniesienia od -3° do +25°, strzelały na 8 km. Haubica 210 mm M.1889 Kruppa, o lufie 2,5 m i kącie podniesienia od -5° do +35° (zasięg ognia pośredniego 6,9 km), umieszczona była w mniejszej (3,6 m) i lżejszej (100 ton) wieży o 13-osobowej załodze. Lekkie działa 57 mm M.1889 Nordenfeldta miały lufy 1,5 m, kąt podniesienia od -8° do +10°, zasięg 300 m, a ich kopuły o średnicy 2,1 m i wadze 34 ton obsługiwało 6 ludzi.
Artyleria fortu była zgrupowana w 5. baterię artylerii fortecznej.
23 sierpnia 1914, podczas niemieckiego ataku na miasto, dowodzący obroną gen. Michel zorientował się po południu, że wobec ewakuacji III sektora obrony (północno-zachodniego) pod naporem sił wroga i cofania się jego rezerwowej 8. brygady, że ewakuacja twierdzy jest nieunikniona. Dowodzący sektorem II (południowo-zachodnim) maj. Seaux otrzymał polecenie, by rozwiązać sztab sektora i wycofać większość oddziałów, pozostawiając forty jako osłonę; rozkaz ten jednak do niego nie dotarł. Tymczasem w system dowodzenia wkradło się zamieszanie i różne oddziały zaczęły się wycofywać nie próbując utworzyć kolejnej linii obrony, jak to było zaplanowane. Niemieckie patrole zaczęły przenikać na południe od miast – późnym wieczorem francuska kompania cofająca się przez wieś zaaresztowała dwóch niemieckich oficerów śpiących w tamtejszej gospodzie.
Fort de Malonne nie był dotąd ostrzeliwany, a jego dotychczasowy wkład w obronę to były dwa strzały w kierunku Spy poprzedniego dnia. Według powojennych belgijskich raportów, niepokój zasiali wśród załogi przybysze z fort de Marchovelette, który opisywali jak forty nie wytrzymują niemieckiego ostrzału, jak pociski przebiły się do wnętrza i spowodowały wybuch amunicji. Dowódca, kpt. Damseaux, usiłował uzyskać jakieś informacje, ale linie telefoniczne były zerwane. Większość załogi wycofała się, starając się dotrzeć do reszty armii. W forcie zostało ok. 80 ludzi, których dowódca początkowo rozdzielił między stanowiska bojowe, ale potem wydał polecenie rozbrojenia dział. Kolejni żołnierze zbiegli, zostawiając tylko oficerów i sanitariuszy (medycy i kapelan uszli i dołączyli do służba sanitarnych poza fortem). Patrol z sąsiadującego fortu de Saint-Héribert pojawił się by sprawdzić powód nieaktywności fortu de Malonne – przy próbie powrotu natknął się na żołnierzy niemieckich i zawrócił. Ostatecznie, po 1 w nocy 24 sierpnia do fortu zbliżył się czteroosobowy patrol prowadzony przez porucznika 5 Pułku Piechoty Gwardii Cesarskiej, Ottona von Linde. Po dłuższych negocjacjach, podczas których kpt. Damseaux usiłował zataić słabość swoich sił, belgijski komendant ostatecznie zdecydował się poddać pozycję. Garnizon fortu, liczący podówczas nie więcej niż 20 ludzi (w innych źródłach mowa o tylko 9 żołnierzach) został wzięty do niewoli. Siły niemieckie zajęły fort ostatecznie o 8 nad ranem, a porucznik von Linde otrzymał za „zdobycie” fortu order Pour le Mérite. Jego osiągnięcie było wykorzystywane propagandowo, m.in. w postaci prześmiewczego komiksu i obrosło legendą. Według jednej z powojennych wersji, vond der Linden miał pomaszerować w biały dzień do pełni obsadzonego fortu i dzięki nadzwyczajnemu tupetowi i blefowi przekonać dowódcę do kapitulacji. Jego czwórka podwładnych nie była w stanie upilnować czterystu żołnierzy garnizonu, więc Belgom udało się zbiec. Von der Lindem nie miał niemieckiej flagi, więc by zawiadomić dowództwo o przejęciu fortu, miał jakoby użyć improwizowanej, zszytej z czarnych spodni, białej koszuli i czerwonych kalesonów.
W okresie międzywojennym fort został zmodernizowany, wymieniono działa 57 na 75 mm, w kaponierach zainstalowano karabiny maszynowe. Fort otrzymał cztery wieże z haubicami 75 mm, jedną z działem 105 mm i dwie z karabinami maszynowymi i moździerzem, oraz wieżę wentylacyjno-obserwacyjną. W czasie inwazji na Belgię bronił się kilka dni; otoczony 21 maja, skapitulował ostatecznie dwa dni później.